# Cream (英國樂隊)
奶油樂團（英語：Cream band），是1960年代英國搖滾樂團。貝斯手／主唱傑克·布魯斯，吉他手艾瑞克·克萊普頓，和鼓手金格·貝克組成。1966年成立，經過兩年即解散，曾於1993年和2005年短暫復出。作品为基於傳統藍調的歌曲，如“十字路口藍調” 
和“一勺”，以及現代藍調，譬如“出生在坏兆头下”，以及更多當前的材料，如“奇怪的釀造”，“勇敢的尤利西斯的故事”和“蟾蜍 (器樂)”。
樂團最好的排行榜單成績的歌曲有“我感到自由”，“你愛的陽光”，“白室”，“十字路口藍調” 和“徽章 (歌曲)”。
樂團在1968年發行的第三張專輯火輪是世界上第一個白金雙唱片專輯。被廣泛認為是世界第一個成功的超級樂團。在他們的職業生涯中，他們在全球銷售超過了1500萬張專輯。基於傳統藍調如他們的音樂收錄的歌曲。樂團對當時的流行音樂產生重大影響，並與吉米·亨德里克斯以及其他著名的吉他手和樂團，一起普及吉他哇音踏板效果器的使用。他們提供一個沈重而技術精湛的音樂主題，預示著20世紀60年代末和70年代初英國樂團的出現，如齊柏林飛船、傑夫·貝克、深紫樂團和黑色安息日等樂團。他們也對美國南方搖滾的領導樂團歐曼兄弟樂團和林納·史金納樂團都有所影響，樂團的現場表演也影響了前衛搖滾樂團如匆促樂團。

## 1966年成立樂團

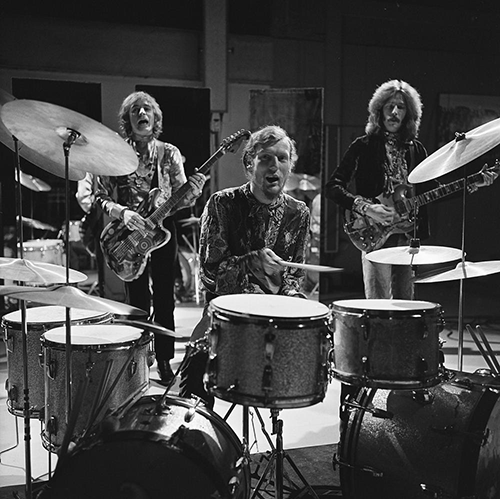
1968年的奶油乐队

1966年7月，艾瑞克·克萊普頓在雛鳥樂團和約翰·瑪雅和藍調破壞者樂團的職業生涯贏得了他在英國首屈一指的藍調吉他手的聲譽。然而，克萊普頓發現了瑪雅的樂團環境限制，並試圖擴大他在一個新樂團中的演奏。1966年，克萊普頓遇到了格雷厄姆邦德債券組織樂團的領導人金格·貝克，該組織一度曾以傑克·布魯斯的低音吉他、口琴和鋼琴作為主角。金格·貝克對於格雷厄姆邦德債券組織樂團感到窒息，已經厭倦格雷厄姆·邦德的吸毒成癮，和毒癮發作時的精神不穩定。
“我一直喜歡金格(金格·貝克)。”克萊普頓解釋說：“金格來看我和藍調破壞者樂團一起的演出，在演出結束後他開著車載我回倫敦，我對他的車和駕駛感到非常印象深刻，他告訴我他想創立一個樂團，我也一直在想它。”
每個人都對彼此的演奏能力印象深刻，促使貝克要求克萊普頓加入他未命名的新團體。克萊普頓立即同意，條件是貝克要聘請傑克·布魯斯當樂團的貝斯手；根據克萊普頓的說詞，貝克驚訝如此的建議，他差點撞車。克萊普頓和傑克·布魯斯作為貝斯手兼主唱一起與藍調破壞者樂團，於1965年11月短暫效力；兩人也一起錄製了一個名為艾瑞克·克萊普頓和發電廠的短暫特設小組(其中還包括史蒂夫·溫伍德和保羅·詹姆斯)。克萊普頓對布魯斯的聲音和技術實力印象深刻，他希望能夠持續與他合作。
相比之下，雖然布魯斯在格雷厄姆邦德債劵樂團中，他和貝克因吵架而臭名昭著。他們不穩定的關係体现在舞台上的戰鬥和破壞對方的樂器。貝克從樂團中解僱布魯斯之後，布魯斯繼續前往樂團演出；最終，在貝克以刀鋒威脅他之後，布魯斯被趕出了樂團。
貝克和布魯斯把他們的分歧放下，在貝克的新三人組合上，他認為這三人是合作的，每個成員都會為音樂和歌詞做出貢獻。這支樂團被命名為“奶油”，因為克萊普頓、布魯斯和貝克的爆炸性，因而在英國音樂界被認為是藍調和爵士音樂中的“奶油之王”。最初，該團隊被稱為“The Cream”，但是從第一張唱片發行正式開始，三人組被稱為“Cream”。在決定名称为“奶油”之前， 
樂團認為自己是“Sweet'n'Sour Rock'n'Roll”。在三人中，克萊普頓在英格蘭享有盛譽。然而，在美國幾乎是未知的，在
“為了你的愛”達到了美國告示牌百大單曲榜前10名之前，就已經離開雛鳥樂團。
樂團於1966年7月29日在扭轉輪俱樂部上首次公開亮相。過了两天，在第六屆年度溫莎爵士藍調音樂節上，樂團正式亮相。作為新人，並沒有幾首原創歌曲被人稱讚，于是他們对一些藍調舊曲重新製作，激發了大眾的喜愛，並贏得了熱烈的歡迎。十月，樂團還有機會與不久將會抵達倫敦的吉米·亨德里克斯一起進行演出。亨德里克斯是克萊普頓音樂上的粉絲，希望有機會在舞台上和他一起演奏。
正是在早期的組織中，他們決定布魯斯將擔任團隊的主唱。雖然克萊普頓是對於唱歌會感覺到害羞，他偶爾也與布魯斯合唱，並有時候會接下主唱樂團的幾首歌曲包括“四到很晚”、“奇怪的釀造”、“世界疼痛”、“外面的女人藍調”、“十字路口”和“徽章”。

## 榮譽
- 樂團在1993年被引入搖滾名人堂[21][22]。
- 他們分別被滾石雜誌和VH1列入“所有藝術家最偉大的100位”的名單，分別為第67和61名[23][24]。
- 他們也在VH1“硬搖滾的最偉大100位藝術家”中排名第16。[25]

## 作品列表

### 錄音室專輯
- 1966 - 鮮奶油（英语：Fresh Cream）
- 1967 - 迪斯雷利齒輪（英语：Disraeli Gears）
- 1968 - 火輪（英语：Wheels of Fire）
- 1969 - 再見（英语：Goodbye (Cream album)）

### 現場專輯
- 1970 - Live Cream
- 1972 - Live Cream Volume II
- 2003 - BBC Sessions
- 2005 - Royal Albert Hall London May 2-3-5-6, 2005

### 精選集
- 1969 - Best of Cream
- 1972 - Heavy Cream
- 1983 - Strange Brew: The Very Best of Cream
- 1995 - The Very Best of Cream
- 1997 - Those Were the Days
- 2000 - 20th Century Masters: The Millennium Collection: The Best of Cream
- 2005 - I Feel Free Ultimate Cream
- 2005 - Gold

## 外部連結
- Eric Clapton（页面存档备份，存于） official website
- Jack Bruce（页面存档备份，存于） official website
- Ginger Baker（页面存档备份，存于） official website
- The Cream Story – from the Official Ginger Baker Archive（页面存档备份，存于）
- Discography（页面存档备份，存于）